# Zwroty wskazujące środki ostrożności
Zwroty wskazujące środki ostrożności, zwroty P (od ang. P-statements, czyli precautionary statements) – oznaczenia na etykietach substancji chemicznych i mieszanin informujące o zalecanych środkach ostrożności służących zapobieganiu lub zminimalizowaniu szkodliwych skutków wynikających z zagrożeń stwarzanych przez produkt niebezpieczny dla zdrowia ludzkiego lub środowiska. Wprowadzone zostały przez rozporządzenie CLP wdrażające globalnie zharmonizowany system klasyfikacji i oznakowania chemikaliów (GHS) na obszarze Unii Europejskiej.
Zwroty P zastąpiły wcześniejsze zwroty S (zwroty bezpieczeństwa), których stosowanie było dopuszczone przejściowo do 1 czerwca 2015 roku w sytuacjach określonych w rozporządzeniu CLP.
Zwroty są zakodowane przy użyciu symboli alfanumerycznych, które składają się z:
- litery „P”
- cyfry określającej środek ostrożności
  - „1” – ogólne
  - „2” – zapobieganie
  - „3” – reagowanie
  - „4” – przechowywanie
  - „5” – usuwanie
- dwóch cyfr odpowiadających kolejnemu numerowi środka ostrożności.

Zwroty P występują również w postaci zwrotów łączonych, przy czym niektóre zwroty P nigdy nie występują samodzielnie w oznakowaniu GHS, a stosowane są wyłącznie do tworzenia odpowiednich zwrotów łączonych.
| Kod                   | Tekst zwrotu | Uwagi        |
| --------------------- | --- | ------------ |
| P101                  | W razie konieczności zasięgnięcia porady lekarza, należy pokazać pojemnik lub etykietę |              |
| P102                  | Chronić przed dziećmi |              |
| P103                  | Przed użyciem przeczytać etykietę |              |
| P201                  | Przed użyciem zapoznać się ze specjalnymi środkami ostrożności |              |
| P202                  | Nie używać przed zapoznaniem się i zrozumieniem wszystkich środków bezpieczeństwa |              |
| P210                  | Przechowywać z dala od źródeł ciepła, gorących powierzchni, źródeł iskrzenia, otwartego ognia i innych źródeł zapłonu. Nie palić                                                                                            | [ a ]        |
| P211                  | Nie rozpylać nad otwartym ogniem lub innym źródłem zapłonu |              |
| P212                  | Unikać ogrzewania pod zamknięciem lub w sytuacji zmniejszonej zawartości środka odczulającego | [ b ]        |
| P220                  | Trzymać z dala od odzieży i innych materiałów zapalnych | [ c ]        |
| P221                  | Zastosować wszelkie środki ostrożności w celu uniknięcia mieszania z innymi materiałami zapalnymi/... | [ d ]        |
| P222                  | Nie dopuszczać do kontaktu z powietrzem |              |
| P223                  | Nie dopuszczać do kontaktu z wodą | [ e ]        |
| P230                  | Przechowywać produkt zwilżony... |              |
| P231                  | Używać i przechowywać zawartość w atmosferze obojętnego gazu/... | [ f ]        |
| P232                  | Chronić przed wilgocią |              |
| P233                  | Przechowywać pojemnik szczelnie zamknięty |              |
| P234                  | Przechowywać wyłącznie w oryginalnym opakowaniu | [ g ]        |
| P235                  | Przechowywać w chłodnym miejscu |              |
| P240                  | Uziemić i połączyć pojemnik i sprzęt odbiorczy | [ h ]        |
| P241                  | Używać [elektrycznego/wentylującego/oświetleniowego/.../] przeciwwybuchowego sprzętu | [ i ]        |
| P242                  | Używać nieiskrzących narzędzi | [ j ]        |
| P243                  | Podjąć działania zapobiegające wyładowaniom elektrostatycznym | [ k ]        |
| P244                  | Chronić zawory i przyłącza przed olejem i tłuszczem | [ l ]        |
| P250                  | Nie poddawać szlifowaniu/wstrząsom/tarciu/... | [ m ]        |
| P251                  | Nie przekłuwać ani nie spalać, nawet po zużyciu | [ n ]        |
| P260                  | Nie wdychać pyłu/dymu/gazu/mgły/par/rozpylonej cieczy |              |
| P261                  | Unikać wdychania pyłu/dymu/gazu/mgły/par/rozpylonej cieczy |              |
| P262                  | Nie wprowadzać do oczu, na skórę lub na odzież |              |
| P263                  | Unikać kontaktu w czasie ciąży i podczas karmienia piersią | [ o ]        |
| P264                  | Dokładnie umyć ... po użyciu |              |
| P270                  | Nie jeść, nie pić ani nie palić podczas używania produktu |              |
| P271                  | Stosować wyłącznie na zewnątrz lub w dobrze wentylowanym pomieszczeniu |              |
| P272                  | Zanieczyszczonej odzieży ochronnej nie wynosić poza miejsce pracy |              |
| P273                  | Unikać uwolnienia do środowiska |              |
| P280                  | Stosować rękawice ochronne/odzież ochronną/ochronę oczu/ochronę twarzy |              |
| P281                  | Stosować wymagane środki ochrony indywidualnej | [ p ]        |
| P282                  | Nosić rękawice izolujące od zimna oraz albo maski na twarz albo ochronę oczu | [ q ]        |
| P283                  | Nosić odzież ognioodporną lub opóźniającą zapalenie | [ r ]        |
| P284                  | [W przypadku nieodpowiedniej wentylacji] stosować indywidualne środki ochrony dróg oddechowych | [ s ]        |
| P285                  | W przypadku niedostatecznej wentylacji stosować indywidualne środki ochrony dróg | [ p ]        |
| P231+P232             | Używać i przechowywać zawartość w atmosferze obojętnego gazu/... Chronić przed wilgocią | [ f ]        |
| P235+P410             | Przechowywać w chłodnym miejscu. Chronić przed światłem słonecznym | [ d ]        |
| P301                  | W PRZYPADKU POŁKNIĘCIA: |              |
| P302                  | W PRZYPADKU DOSTANIA SIĘ NA SKÓRĘ: |              |
| P303                  | W PRZYPADKU DOSTANIA SIĘ NA SKÓRĘ (lub na włosy): |              |
| P304                  | W PRZYPADKU DOSTANIA SIĘ DO DRÓG ODDECHOWYCH: |              |
| P305                  | W PRZYPADKU DOSTANIA SIĘ DO OCZU: |              |
| P306                  | W PRZYPADKU DOSTANIA SIĘ NA ODZIEŻ: |              |
| P307                  | W przypadku narażenia: | [ p ]        |
| P308                  | W przypadku narażenia lub styczności: |              |
| P309                  | W przypadku narażenia lub złego samopoczucia: | [ p ]        |
| P310                  | Natychmiast skontaktować się z OŚRODKIEM ZATRUĆ/lekarzem/... | [ t ]        |
| P311                  | Skontaktować się z OŚRODKIEM ZATRUĆ/lekarzem/... | [ u ]        |
| P312                  | W przypadku złego samopoczucia skontaktować się z OŚRODKIEM ZATRUĆ/lekarzem/... | [ v ]        |
| P313                  | Zasięgnąć porady/zgłosić się pod opiekę lekarza |              |
| P314                  | W przypadku złego samopoczucia zasięgnąć porady/zgłosić się pod opiekę lekarza |              |
| P315                  | Natychmiast zasięgnąć porady/zgłosić się pod opiekę lekarza |              |
| P320                  | Pilnie zastosować określone leczenie (patrz ... na etykiecie) |              |
| P321                  | Zastosować określone leczenie (patrz ... na etykiecie) |              |
| P322                  | Środki szczególne (patrz ... na etykiecie) | [ p ]        |
| P330                  | Wypłukać usta |              |
| P331                  | NIE wywoływać wymiotów |              |
| P332                  | W przypadku wystąpienia podrażnienia skóry: |              |
| P333                  | W przypadku wystąpienia podrażnienia skóry lub wysypki: |              |
| P334                  | Zanurzyć w zimnej wodzie [lub owinąć mokrym bandażem] | [ w ]        |
| P335                  | Nie związaną pozostałość strzepnąć ze skóry |              |
| P336                  | Rozmrozić oszronione obszary letnią wodą. Nie trzeć oszronionego obszaru |              |
| P337                  | W przypadku utrzymywania się działania drażniącego na oczy |              |
| P338                  | Wyjąć soczewki kontaktowe, jeżeli są i można je łatwo usunąć. Kontynuować płukanie |              |
| P340                  | Wyprowadzić lub wynieść poszkodowanego na świeże powietrze i zapewnić mu warunki do swobodnego oddychania | [ x ]        |
| P341                  | W przypadku trudności z oddychaniem, wyprowadzić lub wynieść poszkodowanego na świeże powietrze i zapewnić warunki do odpoczynku w pozycji umożliwiającej swobodne oddychanie                                               | [ p ]        |
| P342                  | W przypadku wystąpienia objawów ze strony układu oddechowego: |              |
| P350                  | Delikatnie umyć dużą ilością wody z mydłem | [ p ]        |
| P351                  | Ostrożnie płukać wodą przez kilka minut |              |
| P352                  | Umyć dużą ilością wody/... | [ y ]        |
| P353                  | Spłukać skórę pod strumieniem wody [lub prysznicem] | [ z ]        |
| P360                  | Natychmiast spłukać zanieczyszczoną odzież i skórę dużą ilością wody przed zdjęciem odzieży |              |
| P361                  | Natychmiast zdjąć całą zanieczyszczoną odzież | [ aa ]       |
| P362                  | Zdjąć zanieczyszczoną odzież | [ ab ]       |
| P363                  | Wyprać zanieczyszczoną odzież przed ponownym użyciem |              |
| P364                  | I wyprać przed ponownym użyciem | [ ac ]       |
| P370                  | W przypadku pożaru: |              |
| P371                  | W przypadku poważnego pożaru i dużych ilości: |              |
| P372                  | Zagrożenie wybuchem | [ ad ]       |
| P373                  | NIE gasić pożaru, jeżeli ogień dosięgnie materiały wybuchowe |              |
| P374                  | Gasić pożar z rozsądnej odległości z zachowaniem zwykłych środków ostrożności | [ d ]        |
| P375                  | Z powodu ryzyka wybuchu gasić pożar z odległości |              |
| P376                  | Jeżeli jest to bezpieczne zahamować wyciek |              |
| P377                  | W przypadku płonięcia wyciekającego gazu: ... Nie gasić, jeżeli nie można bezpiecznie zahamować wycieku. |              |
| P378                  | Użyć... do gaszenia | [ ae ]       |
| P380                  | Ewakuować teren |              |
| P381                  | W przypadku wycieku wyeliminować wszystkie źródła zapłonu | [ af ]       |
| P390                  | Usunąć wyciek, aby zapobiec szkodom materialnym |              |
| P391                  | Zebrać wyciek |              |
| P301+P310             | W PRZYPADKU POŁKNIĘCIA: natychmiast skontaktować się z OŚRODKIEM ZATRUĆ/lekarzem/... | [ t ]        |
| P301+P312             | W PRZYPADKU POŁKNIĘCIA: W przypadku złego samopoczucia skontaktować się z OŚRODKIEM ZATRUĆ/lekarzem/... | [ v ]        |
| P301+P330+P331        | W PRZYPADKU POŁKNIĘCIA: Wypłukać usta. NIE wywoływać wymiotów | [ d ]        |
| P302+P334             | W PRZYPADKU KONTAKTU ZE SKÓRĄ: Zanurzyć w zimnej wodzie lub owinąć mokrym bandażem | [ w ]        |
| P302+P350             | W PRZYPADKU DOSTANIA SIĘ NA SKÓRĘ: Delikatnie umyć dużą ilością wody z mydłem | [ p ]        |
| P302+P352             | W PRZYPADKU KONTAKTU ZE SKÓRĄ: umyć dużą ilością wody/... | [ y ]        |
| P303+P361+P353        | W PRZYPADKU KONTAKTU ZE SKÓRĄ (lub z włosami): Natychmiast zdjąć całą zanieczyszczoną odzież. Spłukać skórę pod strumieniem wody/prysznicem                                                                                 | [ aa ] [ d ] |
| P304+P340             | W PRZYPADKU DOSTANIA SIĘ DO DRÓG ODDECHOWYCH: wyprowadzić lub wynieść poszkodowanego na świeże powietrze i zapewnić mu warunki do swobodnego oddychania                                                                     | [ x ]        |
| P304+P341             | W PRZYPADKU DOSTANIA SIĘ DO DRÓG ODDECHOWYCH: W przypadku trudności z oddychaniem, wyprowadzić lub wynieść poszkodowanego na świeże powietrze i zapewnić warunki do odpoczynku w pozycji umożliwiającej swobodne oddychanie | [ p ]        |
| P305+P351+P338        | W PRZYPADKU DOSTANIA SIĘ DO OCZU: Ostrożnie płukać wodą przez kilka minut. Wyjąć soczewki kontaktowe, jeżeli są i można je łatwo usunąć                                                                                     | [ d ]        |
| P306+P360             | W PRZYPADKU DOSTANIA SIĘ NA ODZIEŻ: Natychmiast spłukać zanieczyszczoną odzież i skórę dużą ilością wody przed zdjęciem odzieży                                                                                             |              |
| P307+P311             | W przypadku narażenia lub styczności: skontaktować się z OŚRODKIEM ZATRUĆ/ lekarzem/... |              |
| P308+P313             | W przypadku narażenia lub styczności: Zasięgnąć porady/zgłosić się pod opiekę lekarza |              |
| P309+P311             | W przypadku narażenia lub złego samopoczucia: Skontaktować się z OŚRODKIEM ZATRUĆ lub lekarzem | [ p ]        |
| P332+P313             | W przypadku wystąpienia podrażnienia skóry: Zasięgnąć porady/zgłosić się pod opiekę lekarza |              |
| P333+P313             | W przypadku wystąpienia podrażnienia skóry lub wysypki: Zasięgnąć porady/zgłosić się pod opiekę lekarza |              |
| P335+P334             | Nie związaną pozostałość strzepnąć. Zanurzyć w zimnej wodzie/owinąć mokrym bandażem | [ d ]        |
| P336+P315             | Rozmrozić oszronione obszary letnią wodą. Nie trzeć oszronionego obszaru. Natychmiast zasięgnąć porady/zgłosić się pod opiekę lekarza                                                                                       | [ ag ]       |
| P337+P313             | W przypadku utrzymywania się działania drażniącego na oczy: Zasięgnąć porady/zgłosić się pod opiekę lekarza |              |
| P342+P311             | W przypadku wystąpienia objawów ze strony układu oddechowego: skontaktować się z OŚRODKIEM ZATRUĆ/lekarzem/... | [ u ]        |
| P361+P364             | Natychmiast zdjąć całą zanieczyszczoną odzież i wyprać przed ponownym użyciem | [ ac ]       |
| P362+P364             | Zanieczyszczoną odzież zdjąć i wyprać przed ponownym użyciem | [ ac ]       |
| P370+P376             | W przypadku pożaru: ... Jeżeli jest to bezpieczne zahamować wyciek |              |
| P370+P378             | W przypadku pożaru: Użyć ... do gaszenia | [ ae ]       |
| P301+P330+P331        | W PRZYPADKU POŁKNIĘCIA: wypłukać usta. NIE wywoływać wymiotów | [ ag ]       |
| P302+P335+P334        | W PRZYPADKU KONTAKTU ZE SKÓRĄ: Niezwiązaną pozostałość strzepnąć ze skóry. Zanurzyć w zimnej wodzie [lub owinąć mokrym bandażem]                                                                                            | [ ag ]       |
| P303+P361+P353        | W PRZYPADKU KONTAKTU ZE SKÓRĄ (lub z włosami): Natychmiast zdjąć całą zanieczyszczoną odzież. Spłukać skórę pod strumieniem wody [lub prysznicem]                                                                           | [ ag ]       |
| P305+P351+P338        | W PRZYPADKU DOSTANIA SIĘ DO OCZU: Ostrożnie płukać wodą przez kilka minut. Wyjąć soczewki kontaktowe, jeżeli są i można je łatwo usunąć. Nadal płukać                                                                       | [ ag ]       |
| P370+P380             | W przypadku pożaru: Ewakuować teren | [ d ]        |
| P370+P380+P375        | W przypadku pożaru: Ewakuować teren. Z powodu ryzyka wybuchu gasić pożar z odległości |              |
| P370+P372+P380+P373   | W przypadku pożaru: Zagrożenie wybuchem. Ewakuować teren. NIE gasić pożaru, jeżeli ogień dosięgnie materiały wybuchowe | [ ag ]       |
| P370+P380+P375[+P378] | W przypadku pożaru: Ewakuować teren. Z powodu ryzyka wybuchu gasić pożar z odlegĳości. [Użyć ... do gaszenia] | [ ag ]       |
| P371+P380+P375        | W przypadku poważnego pożaru i dużych ilości: Ewakuować teren. Z powodu ryzyka wybuchu gasić pożar z odległości |              |
| P401                  | Przechowywać zgodnie z... | [ ah ]       |
| P402                  | Przechowywać w suchym miejscu |              |
| P403                  | Przechowywać w dobrze wentylowanym miejscu |              |
| P404                  | Przechowywać w zamkniętym pojemniku |              |
| P405                  | Przechowywać pod zamknięciem |              |
| P406                  | Przechowywać w pojemniku odpornym na korozję/... o odpornej powłoce wewnętrznej |              |
| P407                  | Zachować szczelinę powietrzną pomiędzy stosami lub paletami | [ ai ]       |
| P410                  | Chronić przed światłem słonecznym |              |
| P411                  | Przechowywać w temperaturze nieprzekraczającej ... °C/... °F |              |
| P412                  | Nie wystawiać na działanie temperatury przekraczającej 50 °C/122 °F |              |
| P413                  | Przechowywać luzem masy przekraczające ... kg/... funtów w temperaturze nieprzekraczającej ... °C/... °F |              |
| P420                  | Przechowywać oddzielnie | [ aj ]       |
| P422                  | Przechowywać zawartość w... | [ d ]        |
| P402+P404             | Przechowywać w suchym miejscu. Przechowywać w zamkniętym pojemniku |              |
| P403+P233             | Przechowywać w dobrze wentylowanym miejscu. Przechowywać pojemnik szczelnie zamknięty |              |
| P403+P235             | Przechowywać w dobrze wentylowanym miejscu. Przechowywać w chłodnym miejscu |              |
| P410+P403             | Chronić przed światłem słonecznym. Przechowywać w dobrze wentylowanym miejscu |              |
| P410+P412             | Chronić przed światłem słonecznym. Nie wystawiać na działanie temperatury przekraczającej 50 °C/122 °F |              |
| P411+P235             | Przechowywać w temperaturze nieprzekraczającej ... °C/... °F. Przechowywać w chłodnym miejscu | [ d ]        |
| P501                  | Zawartość/pojemnik usuwać do... |              |
| P502                  | Przestrzegać wskazówek producenta lub dostawcy dotyczących odzysku lub wtórnego wykorzystania | [ ak ]       |